# Þorramatur
Zum Þorramatur gehören verschiedene traditionelle isländische Speisen.
Diese Speisen sind deftig und werden hauptsächlich zum Winterfest Þorrablót im Januar und Februar gegessen.

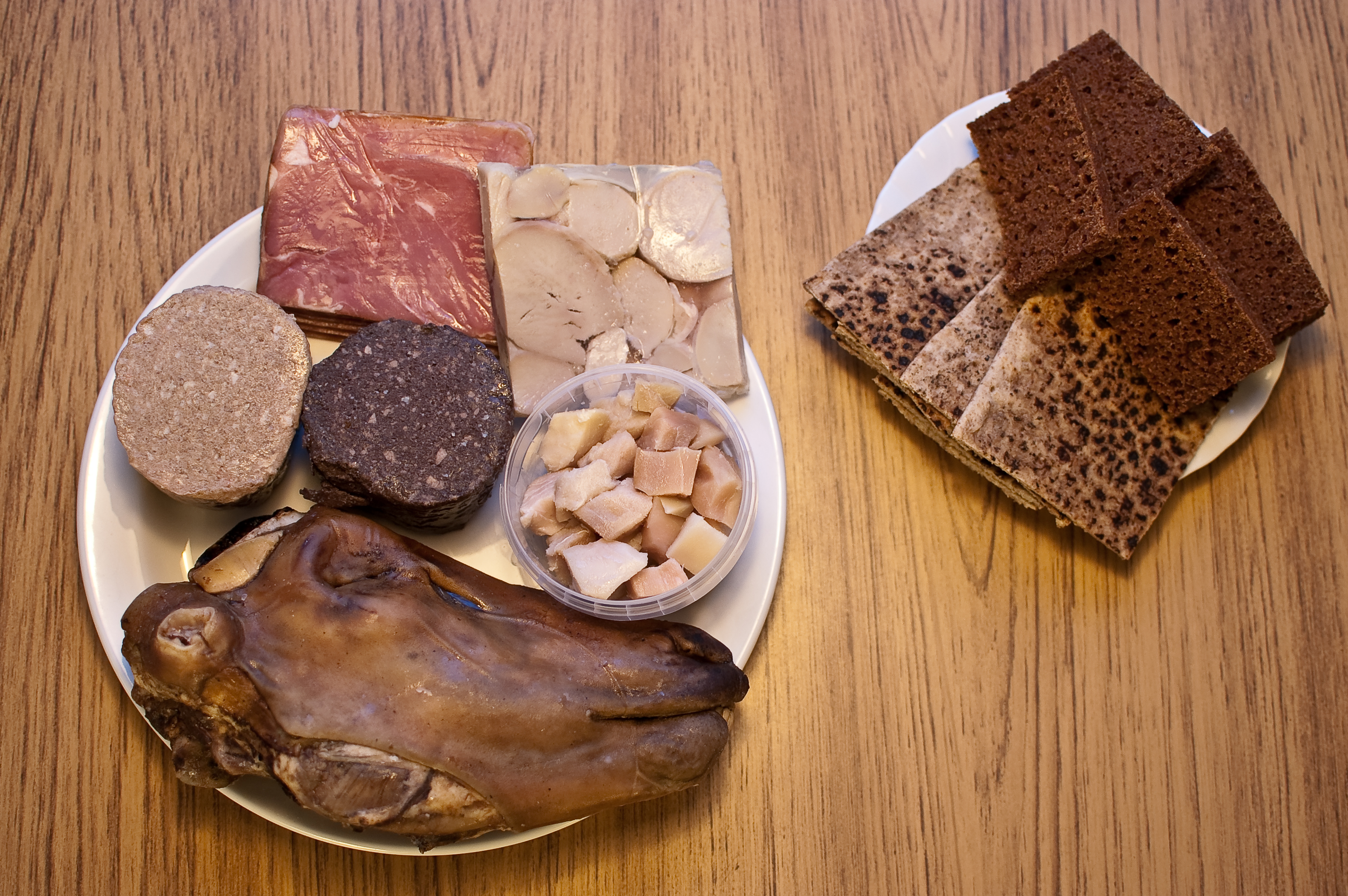
Linker Teller: Hangikjöt, Hrútspungar, Lifrarpylsa, Blóðmör, Hákarl, Svið. Rechter Teller: Rúgbrauð, Flatbrauð

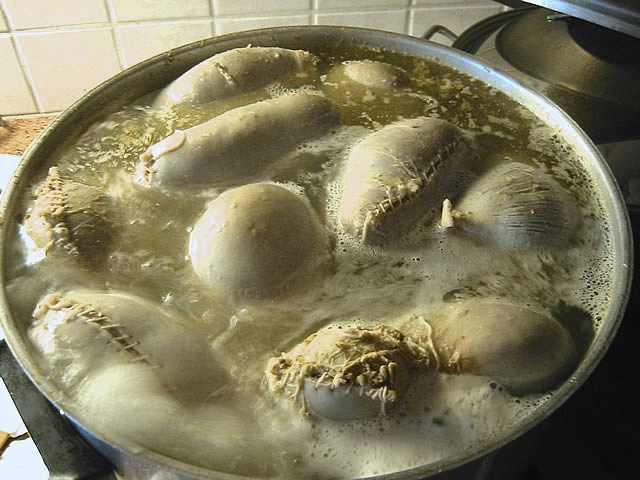
Lifrarpylsa

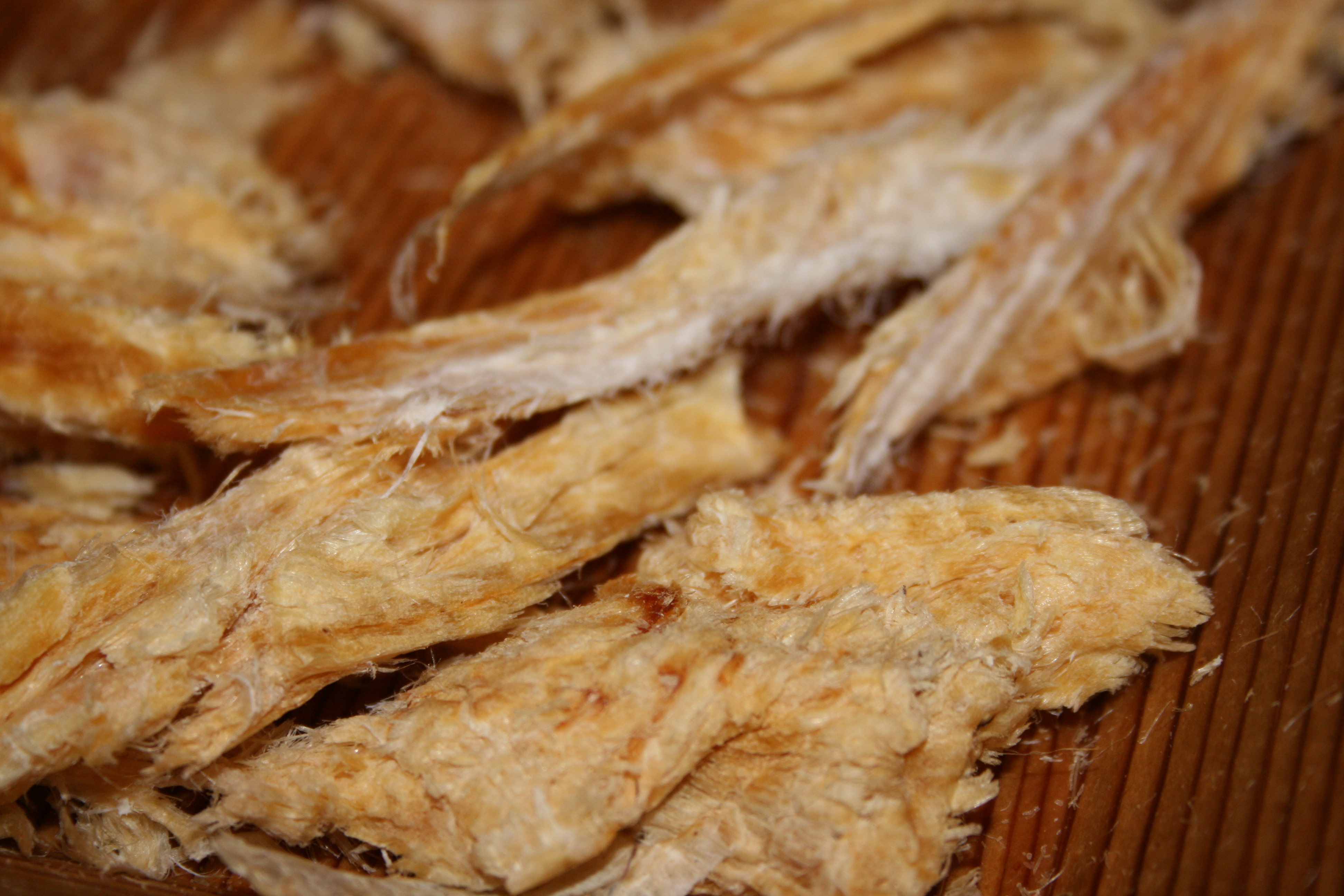
Harðfiskur

## Zum Þorramat gehören
- Blóðmör (Blutwurst)
- Bringukollar
- Flatbrauð (dicke, salzige Pfannkuchen)
- Hangikjöt (geräuchertes Lammfleisch)
- Harðfiskur (Trockenfisch)
- Lifrarpylsa (Leberwurst)
- Lundabaggar
- Kæstur hákarl (fermentierter Hai)
- Laufabrauð (flacher, knuspriger, sehr dünner Fladen)
- Magáll
- Pottbrauð (dunkles Roggenbrot)
- Rengi (Fettschicht unter der Haut von Meeressäugern)
- Rófustappa (Rübenmus)
- Rúgbrauð (malzig-süßliches Schwarzbrot)
- Selshreifar (Seehundflossen)
- Súr Sundmagi (saure Schwimmblase)
- Súrsaðir hrútspungar (milchsauer eingelegte Widderhoden)
- Svið (akjammar) (halber, gesengter Lammkopf)
- Sviðalappir (schwarzgesengte Lammfüße)
- Sviðasulta (Sülze aus Svið)
- Svínasulta (Schweinesülze)